# Persone di nome Aleksandr/Calciatori
| Questa pagina contiene informazioni ricavate automaticamente dalle voci biografiche con l'ausilio del template Bio e di un bot. L'aggiornamento è periodico e automatico e ricostruisce completamente la pagina. Se manca una persona in questa lista, sei pregato di non aggiungerla, ma accertati piuttosto che la sua voce biografica contenga il template Bio e che i dati anagrafici siano correttamente compilati. Se il template Bio manca, inseriscilo tu stesso o, in alternativa, metti l'avviso {{tmp\|Bio}} che ne segnala la mancanza. Se i dati riportati sono sbagliati, correggi direttamente la voce biografica; le modifiche saranno visibili in questa lista entro pochi giorni. Per chiarimenti vedi il progetto antroponimi. La lista contiene solo le 108 persone che sono citate nell'enciclopedia e per le quali è stato implementato correttamente il template Bio. Pagina aggiornata al 16 ott 2024. |

Questa è una lista di persone presenti nell'enciclopedia che hanno il nome Aleksandr e sono calciatori.

## A(5)
- Aleksandr Agarin, ex calciatore kirghiso (Kara-Balta, n. 1973)
- Aleksandr Alpatov, calciatore e allenatore di calcio sovietico (Luhans'k, n. 1927 - Donec'k, † 2006)
- Aleksandr Alumona, ex calciatore russo (Mosca, n. 1983)
- Aleksandr Amisulashvili, ex calciatore georgiano (Telavi, n. 1982)
- Aleksandr Aver'janov, calciatore e allenatore di calcio sovietico (Vladivostok, n. 1947 - † 2021)

## B(5)
- Aleksandr Belenov, calciatore russo (Belgorod, n. 1986)
- Aleksandr Bogatyrëv, calciatore sovietico (Bijsk, n. 1963 - Bijsk, † 2009)
- Aleksandr Bubnov, ex calciatore sovietico (Ljubercy, n. 1955)
- Aleksandr Bucharov, ex calciatore russo (Naberežnye Čelny, n. 1985)
- Aleksandr Budakov, ex calciatore russo (n. 1985)

## D(8)
- Aleksandr Daniševskij, ex calciatore russo (Sebastopoli, n. 1984)
- Aleksandr Degtjarëv, ex calciatore russo (n. 1983)
- Aleksandr Denisov, ex calciatore russo (n. 1989)
- Aleksandr Derëmov, calciatore sovietico (n. 1949 - † 2004)
- Aleksandr Dmitrijev, calciatore estone (Tallinn, n. 1982)
- Aleksandr Dolgov, calciatore russo (Voronež, n. 1998)
- Aleksandr Dovbnja, calciatore russo (Mosca, n. 1996)
- Aleksandr Dovbnja, calciatore russo (Mosca, n. 1987)

## E(1)
- Aleksandr Erochin, calciatore russo (Barnaul, n. 1989)

## F(3)
- Aleksandr Famïlʹcev, ex calciatore kazako (Pavlodar, n. 1975)
- Aleksandr Fil'cov, ex calciatore russo (Šimanovsk, n. 1990)
- Aleksandr Filippov, calciatore russo (Mosca, n. 1892 - Mosca, † 1962)

## G(2)
- Aleksandr Geynrix, ex calciatore uzbeko (Angren, n. 1984)
- Aleksandr Golovin, calciatore russo (Kaltan, n. 1996)

## I(1)
- Aleksandr Ivanovič Ivanov, calciatore sovietico (Leningrado, n. 1928 - San Pietroburgo, † 1997)

## J(2)
- Aleksandr Jidkov, ex calciatore azero (Budënnovsk, n. 1965)
- Aleksandr Jušin, calciatore russo (Mosca, n. 1995)

## K(16)
- Aleksandr Kacalapov, ex calciatore russo (Volgograd, n. 1986)
- Aleksandr Kïrov, calciatore kazako (n. 1984)
- Aleksandr Kïslïcın, calciatore kazako (Karaganda, n. 1986)
- Aleksandr Kleščenko, calciatore russo (Vladikavkaz, n. 1995)
- Aleksandr Kokko, ex calciatore finlandese (Leningrado, n. 1987)
- Aleksandr Kokorin, calciatore russo (Mosca, n. 1991)
- Aleksandr Kokšarov, calciatore russo (n. 2004)
- Aleksandr Kolomejcev, ex calciatore russo (Surgut, n. 1989)
- Aleksandr Kovalenko, calciatore russo (n. 2003)
- Aleksandr Kozlov, calciatore russo (Mosca, n. 1993 - † 2022)
- Aleksandr Krotov, calciatore russo (Barcellona Pozzo di Gozzo, n. 1895 - † 1959)
- Aleksandr Kroxmal', ex calciatore kazako (Aşgabat, n. 1981)
- Aleksandr Kulinitš, calciatore estone (Tallinn, n. 1992)
- Aleksandr Kut'in, ex calciatore russo (Elec, n. 1986)
- Aleksandr Kutickij, calciatore russo (Mosca, n. 2002)
- Aleksandr Kwçma, ex calciatore kazako (Taraz, n. 1980)

## L(3)
- Aleksandr Lenëv, calciatore sovietico (Novomoskovsk, n. 1944 - † 2021)
- Aleksandr Lichačëv, calciatore russo (Iževsk, n. 1996)
- Aleksandr Lomovickij, calciatore russo (Mosca, n. 1998)

## M(17)
- Aleksandr Machovikov, ex calciatore sovietico (Mosca, n. 1951)
- Aleksandr Makarenko, ex calciatore russo (Novosibirsk, n. 1986)
- Aleksandr Makarov, ex calciatore russo (Moršansk, n. 1978)
- Aleksandr Makarov, ex calciatore russo (Eršov, n. 1996)
- Aleksandr Maksimenko, calciatore russo (Rostov sul Don, n. 1998)
- Aleksandr Marenič, ex calciatore russo (Zernograd, n. 1989)
- Aleksandr Markin, calciatore sovietico (Magnitogorsk, n. 1949 - San Pietroburgo, † 1996)
- Aleksandr Marochkın, calciatore kazako (Arkalyk, n. 1990)
- Aleksandr Nikolaevič Martynov, calciatore russo (n. 1892 - † 1956)
- Aleksandr Medakin, calciatore sovietico (Mosca, n. 1937 - Mosca, † 1993)
- Aleksandr Melichov, calciatore russo (Novokuzneck, n. 1998)
- Aleksandr Minaev, calciatore sovietico (Železnodorožnyj, n. 1954 - Mosca, † 2018)
- Aleksandr Minčenkov, ex calciatore russo (Mosca, n. 1989)
- Aleksandr Miščenko, calciatore kirghiso (Ivanovka, n. 1997)
- Aleksandr Mokïn, calciatore kazako (Şımkent, n. 1981)
- Aleksandr Mostovoj, ex calciatore russo (Lomonosov, n. 1968)
- Aleksandr Muchin, calciatore russo (Serpuchov, n. 2002)

## N(1)
- Aleksandr Novikov, ex calciatore sovietico (Mosca, n. 1955)

## P(7)
- Aleksandr Panov, ex calciatore russo (Kolpino, n. 1975)
- Aleksandr Pavlenko, ex calciatore russo (Ordžonikidze, n. 1985)
- Aleksandr Trofimovič Petrov, calciatore sovietico (Leningrado, n. 1925 - Mosca, † 1972)
- Aleksandr Aleksandrovič Petrov, calciatore russo (Nikolskoye, n. 1893 - † 1942)
- Aleksandr Podšivalov, ex calciatore russo (Sverdlovsk, n. 1964)
- Aleksandr Prudnikov, ex calciatore russo (Smolensk, n. 1989)
- Aleksandr Pucko, calciatore russo (Uneča, n. 1993)

## R(3)
- Aleksandr Rjazancev, ex calciatore russo (Mosca, n. 1986)
- Aleksandr Rudenko, ex calciatore e allenatore di calcio russo (Taganrog, n. 1993)
- Aleksandr Rudenko, calciatore russo (Dar'evka, n. 1999)

## S(12)
- Aleksandr Salugin, ex calciatore russo (Mosca, n. 1988)
- Aleksandr Samedov, ex calciatore russo (Mosca, n. 1984)
- Aleksandr Sapeta, calciatore russo (Ėngel's, n. 1989)
- Aleksandr Saplinov, calciatore russo (Staryj Oskol, n. 1997)
- Aleksandr Selichov, calciatore russo (Orël, n. 1994)
- Aleksandr Vasil'evič Sëmin, calciatore sovietico (n. 1943 - Mosca, † 2016)
- Aleksandr Shadrin, calciatore uzbeko (Muborak, n. 1988 - † 2014)
- Aleksandr Siljanov, calciatore russo (Mosca, n. 2001)
- Aleksandr Sobolev, calciatore russo (Barnaul, n. 1997)
- Aleksandr Soldatenkov, calciatore russo (Mosca, n. 1996)
- Aleksandr Stavpec, calciatore russo (Orël, n. 1989)
- Aleksandr Suchov, calciatore russo (Mosca, n. 1986)

## T(4)
- Aleksandr Tašaev, ex calciatore russo (Mosca, n. 1994)
- Aleksandr Tenjagin, calciatore sovietico (Gatčina, n. 1927 - San Pietroburgo, † 2008)
- Aleksandr Trošečkin, calciatore russo (Mosca, n. 1996)
- Aleksandr Tumasyan, ex calciatore armeno (Soči, n. 1992)

## U(1)
- Aleksandr Uvarov, ex calciatore sovietico (Mosca, n. 1960)

## V(3)
- Aleksandr Vasil'ev, ex calciatore russo (Nižegorodka, n. 1992)
- Aleksandr Vasjutin, calciatore russo (San Pietroburgo, n. 1995)
- Aleksandr Vorob'ëv, ex calciatore sovietico (Rostov sul Don, n. 1962)

## X(1)
- Aleksandr Xapsalïs, ex calciatore sovietico (Talğar, n. 1957)

## Z(2)
- Aleksandr Zotov, calciatore russo (Askiz, n. 1990)
- Aleksandr Zuev, calciatore kazako (Qostanay, n. 1996)

## Ç(1)
- Aleksandr Çertoqanov, ex calciatore ucraino (Dnipropetrovs'k, n. 1980)

## Č(3)
- Aleksandr Čumakov, calciatore sovietico (Mosca, n. 1948 - Mosca, † 2012)
- Aleksandr Čerevko, ex calciatore russo (Kherson, n. 1987)
- Aleksandr Černikov, calciatore russo (Vyselki, n. 2000)

## Ė(1)
- Aleksandr Ėktov, calciatore russo (Volokolamsk, n. 1996)

## Ş(1)
- Aleksandr Şatskïx, calciatore kazako (Taldıqorğan, n. 1974 - † 2020)

## Š(4)
- Aleksandr Šešukov, ex calciatore russo (Omsk, n. 1983)
- Aleksandr Širko, ex calciatore russo (Mosca, n. 1976)
- Aleksandr Šmarko, ex calciatore russo (Majkop, n. 1969)
- Aleksandr Ščerbakov, calciatore russo (Polevskoj, n. 1998)

## Ž(1)
- Aleksandr Žirov, calciatore russo (Barnaul, n. 1991)